# カタルーニャ語文学

スペインにおけるカタルーニャ州

カタルーニャ語文学（カタルーニャごぶんがく、カタルーニャ語: Literatura catalana）は、ロマンス諸語であるカタルーニャ語で執筆された文学。スペインとフランスにまたがるカタルーニャ地方などで書かれている。
19世紀以降にはスペインの他地域や他国からカタルーニャ語を解さない住民がカタルーニャ地方に数多く流入しており、スペイン語などカタルーニャ語以外の言語で書かれた作品や、カタルーニャ語で書かれた作品を他言語に翻訳した作品も多く出版されている。20世紀半ばのフランコ体制下など、カタルーニャ地方でカタルーニャ語以外の言語が文学の主流だったこともある。このため、ここではカタルーニャ語文学を中心としながら、カタルーニャ地方で書かれた文学作品全般（カタルーニャ文学）も取り扱う。

## 歴史

### 初期（11-14世紀）

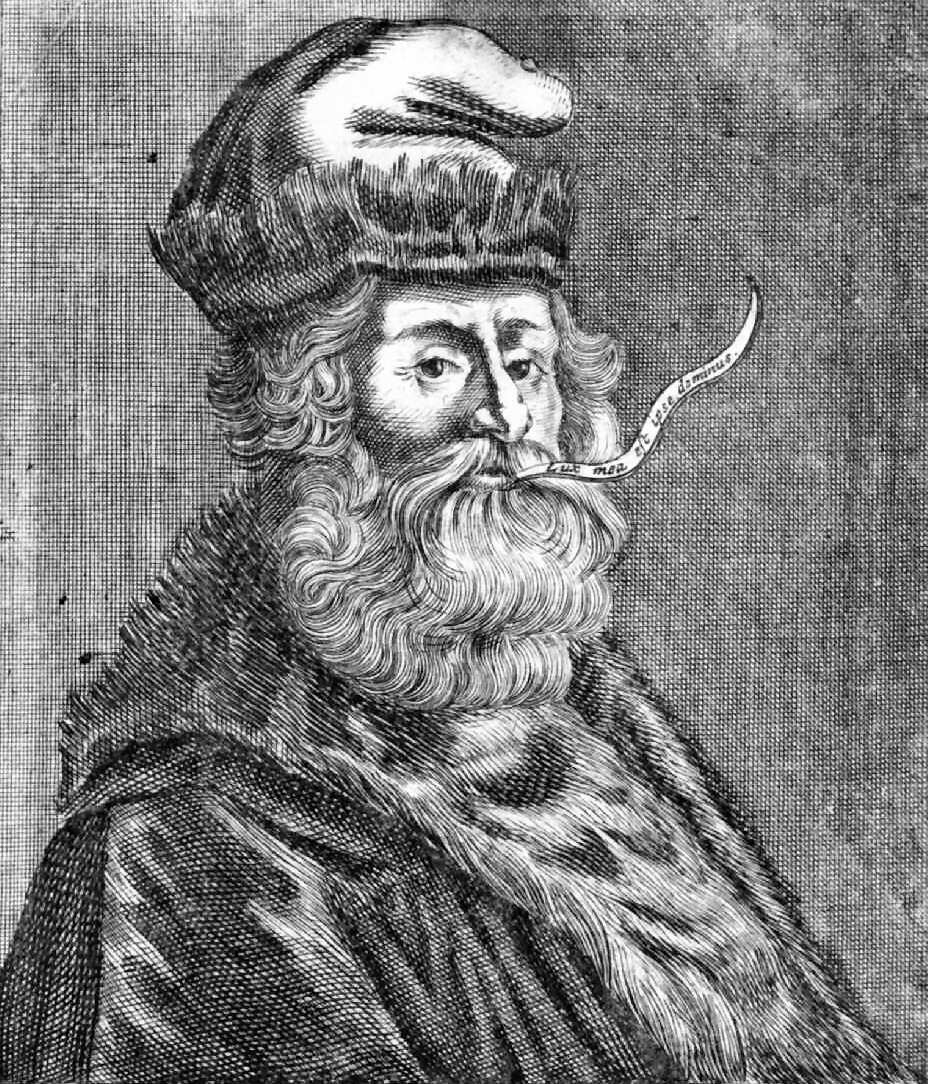
「カタルーニャ語の父」リュイ

中世には文字を読める人の数自体がとても少なかったため、文学作品は主に耳を通して広まっていった。修道院が文化醸成の中心地となり、叙情詩人（トルバドゥール）、商人、巡礼者などが修道院を訪れた。ピレネー山脈の北側からは、ブルターニュ地方の伝説物語、古典小説、フランス語詩、叙情詩人の歌などがカタルーニャ地方に持ち込まれている。
11世紀と12世紀には都市が成長し、文化に興味を示すブルジョアが生まれた。カタルーニャ語で書かれた最古の文献は12世紀半ばに遡り、断片的なゴート人法である『Forum Iudicum』とカトリック信徒向けの説教集『Homilies d'Organyà』であるとされる。叙情詩人はそれまで粗野な言語だと思われていたプロヴァンス語をラテン語の代わりに使用するようになり、散文にはカタルーニャ語を使用したが、高尚な文学とされた詩作の際には15世紀までプロヴァンス語（オック語）を使用した。叙情詩は厳格な規則を持つ芸術であり、一部の叙情詩人は高貴な家系の出身だった。
13世紀に活動したラモン・リュイは「カタルーニャ語の父」と呼ばれており、初期の小説である『ブランケルナ』、哲学の方法論である『アルス・マグナ』などを著した。リュイの作品は内容の豊かさや言語的創造性の高さが注目され、普遍的な価値が認められている。リュイの創作の中心は散文だったものの、韻文作品は他のカタルーニャ人詩人と同じくオック語で執筆している。リュイはカタルーニャ語、ラテン語、アラビア語で265の作品を公表しており、神秘主義や哲学の分野ではヨーロッパ全体の先駆者のひとりとされている。
14世紀のカタルーニャ地方では散文が優勢となり、カタルーニャ語の宗教詩や説教などを残した宗教関係者としては、フランシスコ会のアンゼルム・トゥルメーダ、修道士のフランセスク・アシメニス、祈祷師でありドミニコ会修道士のビセン・ファレーなどの人物がいる。1323年のトゥールーズの詩会議では詩作法が定められたため、カタルーニャの詩人はプロヴァンス語で書いた。14世紀末のカタルーニャでは叙情詩人の詩作法を復元する試みがあり、カタルーニャ語とプロヴァンス語が用いられた。14世紀後半に活動したベルナト・メチェは、イタリアから持ち込まれたルネサンス様式を取り込んだことでカタルーニャ文学界の重要人物とされ、その知性の高さからメチェは政界にも進出した。その他の優れた作家の中にはアンドレウ・ファブレールなどがおり、騎士道などに着想を得ていた。

### 黄金時代（15世紀）

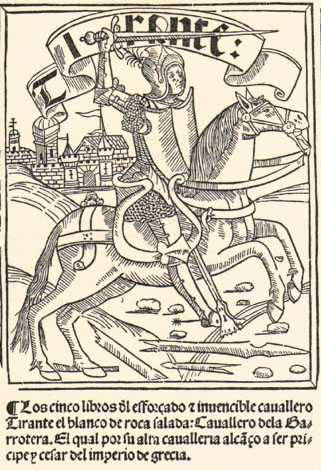
マルトゥレイによる騎士道小説『ティラン・ロ・ブラン』

12世紀にアラゴン＝カタルーニャ連合王国が成立すると、カタルーニャ語は国家の公用語となり、アラゴン＝カタルーニャ連合王国は15世紀に地中海を股に架ける一大国家となった。この15世紀は「カタルーニャ文学の黄金時代」とされる。15世紀前半のアウジアス・マルクは詩作の伝統技法にとらわれることなく、それまでカタルーニャ語で書かれることがなかった恋愛詩を初めて書いた。詩人の家系に生まれたマルクはほとんどカタルーニャ語のみを用いて10,263編の詩を残し、後世のカスティーリャ詩人やカタルーニャ詩人に影響を与えた。
騎士道小説はイタリアやオリエント世界の影響を受け、無名作家の『Curial e Güelfa』（1432年/1468年）、ジュアノット・マルトゥレイの『ティラン・ロ・ブラン』（1490年）という、ふたつの傑作が生まれた。スペイン語作家のミゲル・デ・セルバンテスは『ドン・キホーテ』の主人公の言葉を借りて、騎士道小説としては『ティラン・ロ・ブラン』が最高であると称えている。ペルー人作家のマリオ・バルガス・リョサは、マルトゥレイを「神の代理人の系譜の第一号である」と賞賛している。マルクとマルトゥレイはいずれもカタルーニャ語圏のバレンシア生まれの作家である。
ジュアン・ロイス・ダ・コレ－リャもバレンシア出身であり、彼は教区民の心を刺激することができたため、「愛」を主題とする彼の作品は大成功を収めた。現実から着想を得た作品を制作するブルジョワの詩人が登場したのもやはりバレンシアだった。彼らは女性嫌悪、反教権主義、社会批判という3つの軸を有しており、代表的な詩人には医師でもあったジャウマ・ロッチなどがいた。バルセロナが衰退の時代を迎えた15世紀、このようにバレンシアは豊かな文化と商業活動の瞬間を経験した。中世カタルーニャの詩や小説の繁栄に対して、演劇では優れた作品がなかったとされる。

### 衰退期（16-18世紀）
このように中世にはカタルーニャ語の文学作品が活発に創作されていたが、16世紀から18世紀には文学を取り巻く状況が悪化した。1479年にはアラゴン＝カタルーニャ連合王国がカスティーリャ王国と結びつき、カタルーニャ人の中から言語意識が喪失した。民衆は変わらずカタルーニャ語を使用していたものの、宮廷や知識人の間ではスペイン語化が進んだ。カタルーニャ地方が政治的・経済的に低迷した16世紀以後にはカタルーニャ文学も停滞し、16世紀から18世紀は「カタルーニャ文学の衰退期」と呼ばれてきた。一方、スペイン王国ではセルバンテスやロペ・デ・ベガなどが登場してスペイン語文学が黄金期を迎え、カタルーニャ人作家もカタルーニャ語とスペイン語の両言語で創作活動を行った。
カタルーニャ語文学衰退の時代は、18世紀初頭のスペイン継承戦争でカタルーニャが敗れ、1716年の新国家基本法によって公的な場でカタルーニャ語を使用することが禁じられたことで頂点に達した。しかし17世紀・18世紀のカタルーニャでは口承文学が勢いを得て、民衆の間ではカタルーニャ語文学が生きながらえたことが、19世紀におけるカタルーニャ語文学の再興につながっている。

### 再興期(1833-1939)
1833年にブエナベントゥラ・カルロス・アリバウがカタルーニャ語で書いた詩『祖国』（1833年）を発端として、カタルーニャ語とカタルーニャ文化の復興運動であるラナシェンサ（文芸復興）運動が興った。中世に開催されていた「花の宴」という詩歌競技会が復活し、「カタルーニャの国民的詩人」と呼ばれるジャシン・バルダゲー（『アトランティダ』）、劇作家のアンジャル・ギマラー（『低地』『海と空』）などが活躍した。1904年のノーベル文学賞はギマラーとプロヴァンス語作家のフレデリック・ミストラルの共同受賞が予定されていたが、カタルーニャ民族主義に傾倒していたギマラーはスペイン政府の圧力によって受賞を逃している。ラナシェンサ運動期から1939年までのカタルーニャでは、詩、物語、戯曲の多くがカタルーニャ語で書かれ、スペイン語などで書かれた作品は例外的な存在だった。
19世紀末にはカタルーニャ・ナショナリズムが勢いを増した。19世紀末から20世紀初頭にはムダルニズマ（近代主義）運動が興り、画家でもあったサンティアゴ・ルシニョール、女流作家ビクトル・カタラー（筆名は男性名）、詩人ジュアン・マラガイなどが活躍した。1906年頃から1923年頃にはノウサンティズマ（1900年主義）運動が興り、1910年代以降にはアバンギャルド文学が興隆した。1930年代にはスペイン第二共和政の教育政策や言語政策にも助けられ、カタルーニャ文学は特に詩などの分野で活況を呈した。

### フランコ体制下(1939-1975)

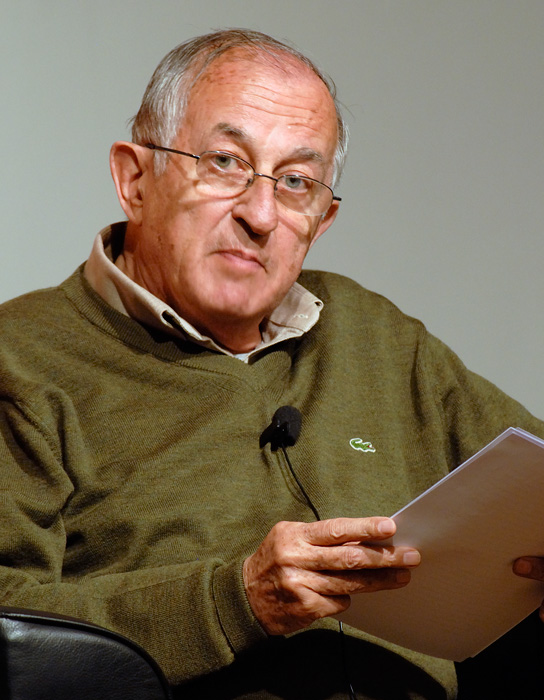
フアン・ゴイティソーロ

1930年代のスペイン内戦後のフランコ独裁体制ではカタルーニャ語が弾圧され、他国に亡命したカタルーニャ語作家も多く、自らのイデオロギーを隠してスペイン語で執筆する決断をした作家もいた。1950年代にはカタルーニャ地方/カタルーニャ語への弾圧が弱まり、スペイン語で書きはするものの独裁体制への懸念を隠さないカタルーニャ人作家が現れた。社会問題を作品に反映させた小説家には、カルメン・ラフォレットやアナ・マリア・マトゥテ、彼女らよりやや若いフアン・マルセーなどがいる。この時代の詩人は「50年代の世代」と呼ばれており、ハイメ・ヒル・デ・ビエドマ、カルロス・バラル、ホセ・アグスティン・ゴイティソーロ、コレドール・マテオス、エンリケ・バドーサなどがいた。
1960年代になるとようやくカタルーニャ語文学の出版も可能となり、1961年にはカタルーニャ語で歌うノバ・カンソー（新しい歌）運動が文学界にも影響を及ぼした。カタルーニャ語の限界を追求したジュゼップ・ビセンス・フォシュ、内戦後もバルセロナで暮らしたサルバドー・アスプリウなどの詩は国外でも広く知られている。マヌエル・ダ・ペドロロの『第二創世記のタイプ原稿』はカタルーニャ語文学史上最大の売り上げを記録している。マヨルカ島を舞台にした小説を書いたバルタサー・プルセル、『引き船道』などを書いたジャズス・ムンカダは、いずれもノーベル文学賞の候補に推された。
フランコ政権末期には実験的なスタイルを支持するカタルーニャ人作家として、フアン・ゴイティソーロとルイス・ゴイティソーロのゴイティソーロ兄弟（長男は前述のホセ・アグスティン）がいる。多彩な才能を発揮したマヌエル・バスケス・モンタルバン、テレンシ・モッシュなども、ユーモラスかつ皮肉的な感覚を作品に取り入れて人気を博した。

### 民主化期(1975-)
1970年代末以降の民主化によって、カタルーニャ地方に多言語文化が流入した。バルセロナ出身のフランシスコ・カサベリャ、サン・バウディリオ・ダ・リュブラガット出身のキコ・アマトなどのカタルーニャ人現代作家がスペイン語で執筆しており、バルセロナ出身のロリータ・ボッシュなどのように、常に二言語を組み合わせて執筆する作家もいる。1970年代末の民主化以後のカタルーニャでは詩の分野で優れた作家が多いとされ、演劇界はさらなる創意工夫が必要であるとされる。
イギリス出身のマシュー・トゥリーやチェコ出身のモニカ・ズグストヴァのように、他国出身ながらカタルーニャ語で執筆する作家もいる。南米の偉大な作家であるコロンビア出身のガブリエル・ガルシア＝マルケス、チリ出身のホセ・ドノソ、ペルー出身のマリオ・バルガス・リョサは、いずれも1970年代にバルセロナで過ごした経験がある。1980年代にはイグナシオ・マルティネス・デ・ピソンやチリ出身のロベルト・ボラーニョなどの他国/他地域出身作家がカタルーニャ地方で執筆した。今日のカタルーニャにはアメリカ出身のジョナサン・リテル、フランス出身のマティアス・エナールのような作家が暮らしている。1990年代初頭にはカタルーニャ州政府が「カタルーニャ文学八百年、歴史と文学」展を企画し、イギリス、スウェーデン、ドイツ、日本（上智大学）などを巡回した。

## 文学賞
- サン・ジョルディ小説賞（スペイン語版）
  - 1947年創設。カタルーニャ大百科事典（スペイン語版）（62出版社）とオムニウム・クルトゥラル（英語版）が主催。
- カタルーニャ文学功労賞（スペイン語版）
  - 1969年創設。オムニウム・クルトゥラル（英語版）が主催。
- カタルーニャ州政府国民文学賞（スペイン語版）
  - 1995年創設。カタルーニャ州政府が主催。
- ネストル・ルハン歴史小説賞（スペイン語版）
  - 1997年創設。クルムナ出版が主催。